# Воля-Помянова
Воля-Помянова (пол. Wola Pomianowa) — село в Польщі, у гміні Пенчнев Поддембицького повіту Лодзинського воєводства.
Населення — 135 осіб (2011).
У 1975-1998 роках село належало до Серадзького воєводства.

## Демографія
Демографічна структура станом на 31 березня 2011 року:
|          | Загалом | Допрацездатний вік | Працездатний вік | Постпрацездатний вік |
| -------- | ------- | ------------------ | ---------------- | -------------------- |
| Чоловіки | 63      | 12                 | 43               | 8                    |
| Жінки    | 72      | 20                 | 36               | 16                   |
| Разом    | 135     | 32                 | 79               | 24                   |